# Фінберг Леонід Кушелевич
Леонід Кушелевич Фінберг  (нар. 30 липня 1948) – соціолог, дослідник культури, з 2006 року і до тепер – директор Центру досліджень історії та культури східноєвропейського єврейства, головний редактор видавництва «Дух і Літера» Національного університету «Києво-Могилянська академія» (НаУКМА). Член Виконавчої ради Українського ПЕН.

## Життєпис
У 1972 році закінчив Київський політехнічний інститут. У 1968–1996 роках обіймає інженерні посади в інститутах Міненерго. З кінця 80-х років – член редакційної ради журналу «Філософська та соціологічна думка», організатор низки експертних соціологічних досліджень. 
Автор самвидавного дослідження про правову культуру радянського суспільства на прикладі обговорення «брежнєвської» Конституції 1977 р. У 1995 році як гостьовий професор читає курси лекцій у Женевському університеті: «Соціальні і економічні проблеми посткомуністичної України» та «Українська політична історія ХХ століття». У 1997–2000 роках читає на магістеріумі НаУКМА курс лекцій «Єврейська цивілізація».
З 1995 року член редколегії, з 2011 року заступник головного редактора, а з 2016 року головний редактор альманаху «Єгупець». З 1997 року – співредактор часопису «Дух і літера».
Упродовж 1996-2000 років – організатор та керівник Міждисциплінарного гуманітарного семінару ім. І. Лисяка-Рудницького у Києві, матеріали якого вийшли окремою книгою «Діалоги на межі століть» (К.: «Дух і Літера», 2003).

## Наукова робота
Основні теми наукових зацікавлень: історія та культура євреїв України, українське суспільство ХХ століття, посттоталітарний світ, соціальні проблеми сьогодення. Має понад 80 власних публікацій в українських, російських, польських, угорських, французьких, німецьких, американських наукових та публіцистичних виданнях. Упорядник та редактор низки книг, зокрема: «Нариси з історії та культури євреїв України» (К.: «Дух і Літера», 2008) та «Jews and Slavs» (Київ – Єрусалим, «Дух і Літера», тт. 5, 7, 19, 20), Ханна Арендт «Джерела тоталітаризму» (К., 2005), Адам Міхнік «У пошуках свободи» (К: «Дух і Літера», 2009), художні альбоми «Культур-Ліга. Художній авангард 1910-х – 20-х рр..» (К.:«Дух і Літера», 2007), «Обрії особистості. Книга на пошану Івана Дзюби» (К.:«Дух і Літера», 2011), «Тарас Шевченко. Кобзар. Іл. В. Седляра» (К.:«Дух і Літера», 2011), «Єврейська цивілізація. Оксфордський підручник з юдаїки» (К.: «Дух і Літера», 2012), книжкової серії «БІБЛІОТЕКА СПРОТИВУ, БІБЛІОТЕКА НАДІЇ [Архівовано 4 квітня 2017 у Wayback Machine.]» (Василь Стус «Творчість і доля», Зиґмунт Бауман, Леонідас Донскіс «Моральна сліпота. Втрата чутливості у плинній сучасності», Тимоти Снайдер «Перетворення націй», Ханна Арендт. «Банальність зла», «Майдан. Свідчення», Оля Гнатюк «Відвага та страх»), книжкової серії «Постаті культури» (Леонід Ушкалов «Ловитва невловного птаха: життя Григорія Сковороди», Роман Корогодський «До брами світла»), книжкової серії «Бібліотека юдаїки» (Геннадій Естрайх «Культура мовою їдиш», «Юдео-християнський діалог», Сінтія Озік «Метафори та пам’ять», Ізабелла Хруслінська, Петро Тима «Діалоги порозуміння. Українсько-єврейські взаємини»).
Головний науковий консультант документальних фільмів: «І настане новий день», режисер Роман Ширман (Київ, 1994) та «Назви своє ім’я», режисер Сергій Буковський (Лос-Анджелес – Київ, 2006). У 2014-2016 роках був консультантом документальних фільмів телеканалу «Культура» про Михайлину Коцюбинську, Романа Корогодського, Олексу Захарчука (реж. Т. Бойко).
Організатор та куратор низки історико-культурних та мистецьких виставок, а саме: «Культур-Ліга. Художній авангард 1910–1920-х років», Київ, 2007 р., «Невідомі сторінки українського авангарду. Василь Седляр – ілюстратор  «Кобзаря» Тараса Шевченка», Київ, 2009 р., «Tschernobyl. Expeditionen in ein verlorenes land», Фрайбург, 2011 р., «Пам'ять Бабиного Яру», Київ, 2011 р., «Київська колекція», Київ, 2015, «Світи Бориса Єгіазаряна», Київ, 2016 р, «Річка Геракліта. Живопис Олекси Захарчука», Київ, 2016. 
Організатор та ведучий більш ніж 100 діалогів на Ukrlife.tv з письменниками, науковцями, видавцями про актуальні події культурного життя країни, вів відеоблог на Еспресо.тв та координував блог «Ліга Культури».
Видавець, разом із Костянтином Сіговим, більш ніж 400 книг видавництва «Дух і Літера» НаУКМА – інтелектуальної класики ХХ ст.: текстів Ханни Арендт, Поля Рікера, Жоржа Ніва, Ярослава Пелікана, Сергія Аверінцева, Сергія Параджанова, Чеслава Мілоша,  Януша Корчака, Леонідаса Донскіса, Мірче Еліаде, Геннадія Естрайха, Бориса Херсонського, Світлани Алексієвич, Тімоті Снайдера та інші.

## Нагороди
Нагороджений 2007 року «За інтелектуальну відвагу» орденом часопису «Ї» за «видання найбільшої в Україні серії філософсько-релігійних і інтелектуальних текстів та за організацію конструктивного інтелектуального українсько-єврейського діалогу», в 2013 році – нагородою Фундації Антоновичів «За внесок в українську культуру». Також за заслуги перед Республікою Польща був нагороджений Срібним хрестом Заслуги.

## Громадська позиція
У червні 2018 підтримав відкритий лист діячів культури, політиків і правозахисників із закликом до світових лідерів виступити на захист ув'язненого у Росії українського режисера Олега Сенцова й інших політв'язнів.